# Cenicientos

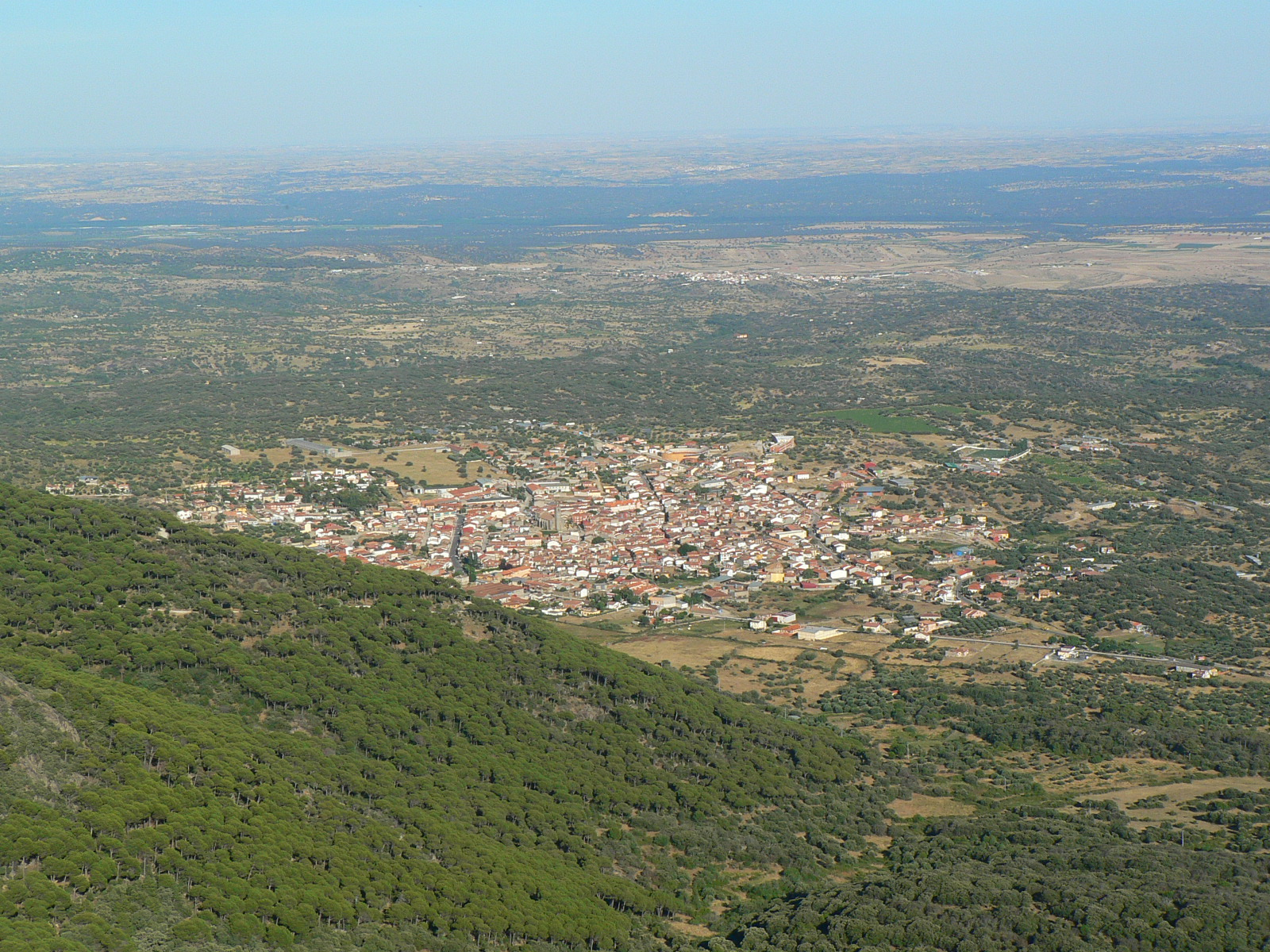
Cenicientos desde la peña del mismo nombre, a cuyos pies se encuentra

Cenicientos là một đô thị trong Cộng đồng Madrid, Tây Ban Nha. Đô thị Torrejón de Velasco có diện tích 67,5 km², dân số theo điều tra năm 2010 của Viện thống kê quốc gia Tây Ban Nha là 2102 người. Đô thị Torrejón de Velasco nằm ở khu vực có độ cao 775 mét trên mực nước biển.